# Карл Шмид
Карл Шмид (Цюрих, 10 май 1914 г. – Цюрих, 13 август 1998 г.) е швейцарски художник, активен от 30-те до 90-те години на ХХ век. Бил е живописец, скулптор, гравьор, илюстратор, график и преподавател.

## Биография
Карл Шмид е роден в Цюрих. Баща му, който е от еврейски произход, загива през Първата световна война. Майка му, която остава в крайна бедност, страда от епилепсия и шизофрения; при всяка нейна хоспитализация Карл е изпращан в сиропиталище, където прекарва детството и част от юношеството си 
Мечтае да стане хирург, но проявява и страст към дърворезбата, затова е насочен да чиракува като дърводелец. Това му обучение по занаятчийство ще бъде решаващо за цялото му творчество. Посещава вечерно училище и някои курсове за напреднали в Училището за изкуства и занаяти. Част от свободното си време Карл прекарва в обществената библиотека в Цюрих, където чете всичко, с пристрастие към литературата и особено към изкуството. През годините на формирането си се запознава с художници като Оскар Кокошка и Ернст Лудвиг Кирхнер. Шмид и Кирхнер се срещат в Давос, в санаториум за лечение на туберкулоза, от която и двамата страдат. "...Общото им страдание от една и съща болест, но още повече общият им ентусиазъм за нова експресивна концепция на изкуството, ги сближава и бързо се развива дълбоко приятелство." 
През 1932 г. Карл посещава като слушател лекциите на Пол Клермон, професор по хирургия в Цюрихския университет. Клермон забелязва младежа да рисува съсредоточено в лекционната зала, оценява работата му и го наема като хирургически илюстратор – първият в Цюрихския университет. От 1932 до 1941 г. рисува илюстрации за научни публикации.
Жени се за д-р Ерика Билфингер, психиатър. От брака се раждат две деца.
Научните му рисунки привличат вниманието на Валтер Гропиус, един от съоснователите на Баухаус, който кани Карл Шмид в Америка, за да преподава във Висшето училище по дизайн в Харвард. Благодарение на Гропиус той получава предложение от Дисни да бъде илюстратор на анимационен филм. Гропиус запознава Карл Шмид с Йоханес Итен, директор на Цюрихското училище за приложни изкуства (днес Университет по изкуствата в Цюрих). Итън иска да го наеме като учител.
През 1944 г. Карл Шмид основава свой клас по научно рисуване, един от първите по рода си, в който преподава до 1971 г. Премества се със семейството си в квартал Зеефелд в Цюрих. Благодарение на сигурните доходи от училището той вече може да си позволи първото си истинско студио в бившата конюшня на Вила Херолд на Клаусщрасе.
През пролетта на 1944 г. Карл Шмид се среща за първи път с Ханс Арп в дома на свои приятели и колекционери на изкуство в Цюрих. По това време Арп страда от смъртта на първата си съпруга, Софи Таубер-Арп, която загива година по-рано при инцидент в дома на Макс Бил, където двамата са на гости. По-късно Макс Бил придружава Арп в студиото на Шмид, за да помогне на приятеля си да преодолее депресията чрез нови артистични проекти. От този момент нататък между Шмид и Арп се заражда приятелство и сътрудничество за цял живот. Шмид подготвя за Арп дървени релефи, дърворезби и книгата на художника Elemente (Елементи).
През 1956 г. Карл Шмид започва да води и подготвителен курс (Vorbereitungsklasse) в Училището за приложни изкуства. През 1962 г. се премества в студиото си в Гьокхаузен. В ателието той организира различна среда за всяка работа: живопис, дърворезба, техники за гравиране, дори ковашка работилница, където ще създаде повечето от своите произведения от желязо и бронз през 70-те и 80-те години на ХХ в. Единствената му ретроспективна изложба се провежда през 1965 г. в Хелмхаус и показва негови творби заедно с тези на учениците му: „Karl Schmid und seine Schüler“ (Карл Шмид и неговите ученици).
От 60-те години на XX век получава много поръчки в областта на архитектурата: създава стенописи в училища, обществени и частни сгради в кантоните Цюрих, Цуг, Граубюнден и Тичино.
През 1971 г., на 57-годишна възраст, той се оттегля преждевременно от преподавателската си дейност: болестта, от която страда от известно време, се влошава, но той не спира да създава множество творби, включително стенописи. През втората половина на живота си Карл става все по-изолиран: "...Накрая, дългите години, в които се оттегля от всички свои приятели, за да изпълни своята артистична мисия, го довеждат до безгранична самота".
Карл Шмид умира на 13 август 1998 г. в болницата Ноймюнстер в Цюрих. Погребан е в гробището Friedhof Uetliberg.

## Творчество
Творчеството на Карл Шмид включва рисунки, литографии, дърворезби, щампи върху тъкани, маслени картини, акварели, гоблени, барелефи, скулптури от дърво, камък и желязо, стенописи и архитектурни релефи.
„Изкуството на Карл Шмид варира от строго натуралистични творби (научни илюстрации) до абстрактни композиции.“ 
„Той владее най-различни графични техники, работата му обхваща широк спектър от материали и въпреки това е безспорно, че рисуването е с най-висок приоритет за него.“ 

### Декоративни творби
„Карл Шмид е майстор на съпричастността към модерната архитектура.“.
В края на 70-те години на XX век Федералният технологичен институт в Цюрих (ETH) иска да му присъди почетна степен по архитектура, но той отказва. Създава стенописи в училища, обществени и частни сгради в кантоните Цюрих, Цуг, Граубюнден и Тичино.
Някои от най-важните му произведения:
- 1965 – 1966 Детска градина „Altbach“, Брутизелен (ZH) – Стенопис
- 1965 – 1967 Schulhaus Gutschick, Винтертур [10] – 1965, Градина на символите, дъбови релефи (атриум-приземен етаж), 1967 г., стенопис (пред входа)
- 1966 г. Дом за възрастни Нойбюл ZH-Wollishofen [11] – Dämmerung (здрач), стенопис (стълбище), указателни знаци от желязо (във входното антре), стенопис със зодиакални знаци, 12 зодиакални знака, железни стенни релефи (по един на всеки от 12-те балкона на етажа)
- 1967 Изследователска станция Agroscope, Цюрих – 40-метров стоманобетонен фриз над входа (Betonfries)
- 1968 Спортен комплекс Trü, Scuol GR, Швейцария – Стенопис в закрития плувен басейн
- 1970 г. Кантонално училище „Рамибюл“, Рамистрасе 58, Цюрих [12] – Стенописи: трапезария, вход към столовата, коридор-гараж, стълбище-атриум
- 1974 Гробище Friedhof Uetliberg – Цюрих [13] – Подова мозайка
- 1975 Жилищна сграда, Клаусщрасе 4, Цюрих – Абстрактен пейзаж – Входно антре и стълбище
- 1980 Casa Schmid – Lionza (Centovalli – Ticino) – Външно боядисване на стени

- K. Шмид – Без заглавие (1970) – Скулптура от оксидирано желязо, 145 x 45 cm.
- K.Schmid – Die Lustmühle im Kanton Aargau – „Мелницата за удоволствия в кантона Ааргау“, (1960-те години) – Релеф от черешово дърво
- K.Schmid Der gedeckte Tisch – „Наредената маса“, 1955 – Подготвителна картина за гоблен
- K.Schmid – Без заглавие (1980) – Акрилна живопис върху дърво, 120 x 80 cm
- K. Шмид, Licht und Schatten – „Светлина и сянка“, 1993 г. – Акварел върху картон и рамка от оксидирано желязо на К. Шмид, 70 x 41 cm
- K. Шмид, Аушвиц (1960-те) – скулптура от оксидирано желязо, 145 x 45 cm

### Изложби
Карл Шмид е независим, идеалистично настроен художник, който не желае да участва в пазара на изкуство. Предпочита да продава творбите си директно на колекционери, които познава лично. Редките му изложби се правят само по инициатива на държавни или частни институции.
- През 1957 г. рисунките му са изложени в груповата изложба „Рисунката в творчеството на млади швейцарски художници и скулптори“, Берн, Кунстхале, 3.8.1957 г. – 8.9.1957 г.[14]
- Единствената му ретроспективна изложба се състои през 1965 г. заедно с учениците му от Училището за приложни изкуства: „Karl Schmid und seine Schuler“ (Карл Шмид и неговите ученици). Цюрих, Helmhaus 23.01 – 28.02.1965 г. По този повод Кунстхаус Цюрих се сдобива с релефа от черешово дърво Die Lustmühle Kanton Aarau,[15] (Мелницата за удоволствия в кантона Аарау).[2]
- Самостоятелна изложба в рамките на изложбата „Петима швейцарски художници“ в SKA на Вердмюлеплац в Цюрих от 6.3.1991 г. до 19.4.1991 г.[16] През 2004 г. самостоятелна изложба е организирана от фондация „Рундфунк“.
- През 2004 г. фондация „Ритер-Хюрлиман“ организира посмъртна изложба „Спомени за Карл Шмид“ (Erinnerungen an Karl Schmid). Устер, Вила Грюнхолцер, от 1.5.2004 г. до 16.5.2004 г.[17] Изложбата се проведе в Устер.

## Преподавател
През 1944 г. Карл Шмид започва да преподава научно рисуване в Училището за приложни изкуства в Цюрих по покана на директора Йоханес Итен. През 1956 г. му е поверено и преподаването на подготвителен курс. "Той прие тази отговорна задача с бащинска преданост. (...) Неговите велики примери за подражание, Рудолф Щайнер и Хайнрих Песталоци, го вдъхновяват да се отнася към учениците си с най-голямо уважение. Той внесе много нови идеи в преподаването си, особено в най-простите упражнения. Но той изискваше те да бъдат изпълнени с абсолютна отдаденост и перфектно майсторство. Той постоянно насочваше учениците си да установят връзка с „красотата“, за която мечтаеха, с чувствителност, постоянство и грижа.". „Карл Шмид е роден учител. Формалните елементи, материалите и вътрешните творчески процеси са това, което той предава на ученика. (...) Шмид преподава на ученика не само стил, а визия за целия вълнуващ свят.“ 

### Проекти, изпълнявани с ученици
- 1958 г. – Брошурата Punktgeschichten / „Истории за точки“, реализирана като проект на класа. „С най-простите инструменти – остър пирон – учениците правят гравюри върху полирани дъски от крушово дърво. След това шаблоните се отпечатват в печатницата. Чрез това аскетично просто упражнение по дизайн учениците осъзнаха безкрайното творческо богатство, което може да се открие във всички неща, дори в най-малката творческа възможност – точката“.[2]
- 1962 – 1962 г. – Илюстрации за хербарий: „Unkräuter“, (Malerbe) за компанията Ciba-Geigy (днес Новартис.[3]

„Всички диви растения на Швейцария трябваше да бъдат точно представени в акварел. Цялата работа продължава седем години и в крайна сметка включва около 180 акварелни плочи, изработени с изключителна прецизност.“  По същото време се провежда и дидактичен опит с учениците в областта на дизайна: сервиз от дървени прибори за хранене.
- 1965 г. – графично преиздание на „Historia Plantarum“ на Конрад Геснер.[3]
- 1965 г. – Карл Шмид е поканен от Кунстхаус Цюрих да изложи свои творби в Хелмхаус.[9]

„Той с удоволствие се съгласи и предложи да покаже и творбите на учениците си от предварителния курс и от класа по научна илюстрация. Той смяташе, че техният образователен принос е съществена част от творческата му работа.“ 
Макс Бил, на когото е възложено да изготви предложение за реформа на Училището по изкуства и занаяти, заявява в заключенията си, че институтът трябва да бъде закрит поради остарелите методи на преподаване. Той смята, че иновативно е преподаването само на няколко курса, сред които споменава този на Карл Шмид.

### Ученици
- Оливиеро Тоскани, моден и рекламен фотограф, писател, политик, комуникатор, създател на корпоративни изображения и рекламни кампании за Benetton, Шанел, Esprit, Fiorucci. Учи в Училището по изкуствата в Цюрих през 1961 г.[18] Тоскани си спомня, че именно той го насочва към фотографията: по това време той иска да стане художник. Шмид го води в Цюрихската зоологическа градина, за да рисува животни (това е един от педагогическите му методи)[17] и след като вижда рисунките му, го съветва да стане фотограф.
- Харалд Наегели, ученик от 1957 до 1962 г. Известен е като „Цюрихския пръскач“, предшественик на уличното изкуство в края на 70-те години.
- Ханс Руеди Гигер, от 1959 до 1960, живописец, дизайнер, илюстратор и скулптор. В областта на специалните ефекти в киното, в сътрудничество Карло Рамбалди, създава главното същество във филма „Чужденецът“, отличен с „Оскар“ за най-добри специални ефекти през 1980 г.
- Кърт Лоуренц Мецлер, от 1958 до 1963, скулптор
- Харди Хеп, от 1962 до 1966, художник, чертожник и музикант.
- Фреди М. Мюрер, от 1960 до 1964, режисьор, сценарист, разказвач, фотограф и дизайнер.
- Ернст Генци, 1951 – 1954, скулптор
- Лео Пол Ерхард, 1966 – 68, скулптор и фотограф (сътрудничи с Toscani)